# Llorenç Capellà i Fornés
Llorenç Capellà i Fornés (Montuïri, 21 d'abril de 1946) és un escriptor mallorquí. Autor del Diccionari vermell i Les ideologies polítiques a Mallorca, entre moltes altres obres, col·labora habitualment amb el Diari de Balears. És fill de Pere Capellà Roca.

## Premis literaris
- Llorenç Riber de narrativa, 1970
- Les Illes d'Or de novel·la, 1972: El pallasso espanyat
- Ciutat de Palma-Llorenç Villalonga de novel·la, 1981: Jack Pistoles
- Ignasi Iglésias, 1983: El pasdoble
- Víctor Català, 1984: Una cinta de dol al capell
- Born de teatre, 2002: Un bou ha mort Manolete

## Obra

### Narrativa
- No hi ha vent a la teulada. Palma: Moll, 1971
- Una cinta de dol al capell. Barcelona: Selecta, 1985

### Novel·la
- El pallasso espanyat. Palma: Moll, 1972
- Un dia de maig. Barcelona: Nova Terra, 1972
- Romanç. Barcelona: Nova Terra, 1973
- Jack Pistoles. Barcelona: Laia, 1981
- Ai, Joana Maria. València: Eliseu Climent / 3i4, 1987
- El carro de Selene: Editorial Meteora, 2014[1]

### Poesia
- Guitarres de dol. Binissalem: Di7, 1998

### Prosa no de ficció
- Quinze empresaris mallorquins. Palma: Moll, 1975
- Mallorca i el món obrer. Palma: Moll, 1977
- Ignasi Ferretjans o la lluita pel socialisme. Palma: FSB-PSOE, 1986
- Diccionari vermell. Palma: Moll, 1989
- L'esport a les Balears (1893-1936) (2 vol.). Palma: Conselleria de Cultura, Educació i Esports, 1993 - 1995

### Biografies
- Les ideologies polítiques a Mallorca. Palma: Moll, 1975

### Teatre
- Bolles de colors. Palma: Moll, 1983
- El pasdoble. Barcelona: Institut del Teatre, 1985
- Un bou ha mort Manolete. Tarragona: Arola, 2003